# Dariusz Jabłoński (zapaśnik)
Dariusz Jabłoński (ur. 28 kwietnia 1973 w Chełmie), zapaśnik polski w stylu klasycznym, mistrz świata i Europy, olimpijczyk.
Absolwent Technikum Samochodowego w Chełmie i Instytutu Kultury Fizycznej poznańskiej AWF w Gorzowie Wielkopolskim, zawodnik Gryfa Chełm, trenował kolejno pod kierunkiem Krzysztofa Grabczuka (pierwszy trener), Jana Potockiego, Andrzeja Głąba (klub) oraz Stanisława Krzesińskiego i Ryszarda Świerada (kadra). Startował na Igrzyskach Olimpijskich w Atlancie (1996, 8. miejsce), Sydney (2000), Atenach (2004). W 2003 zdobył tytuł mistrza świata. Czterokrotnie stawał na podium mistrzostw Europy, w tym na najwyższym stopniu w 1997 (ponadto srebrny medal w 1999 oraz brązowe medale w 2001 i 2002). Dziewięciokrotnie zdobywał mistrzostwo Polski (1994, 1996, 1998-2004).
W Plebiscycie "Przeglądu Sportowego" na najlepszego sportowca Polski w 2003 roku zajął 6. miejsce. Był także kilkakrotnie w czołówce plebiscytu "Kuriera Lubelskiego" na najpopularniejszych sportowców województwa - siódmy w 1999, ósmy w 2000, pierwszy w 2003, szósty w 2004. Mieszka w Chełmie i uczy wf-u w Zespole Szkół Technicznych.
Bibliografia:
- Biuletyn Informacyjno-Szkoleniowy Lubelskiej Unii Sportu "Olimpijczycy Lubelszczyzny"